# Musée romain d'Augst

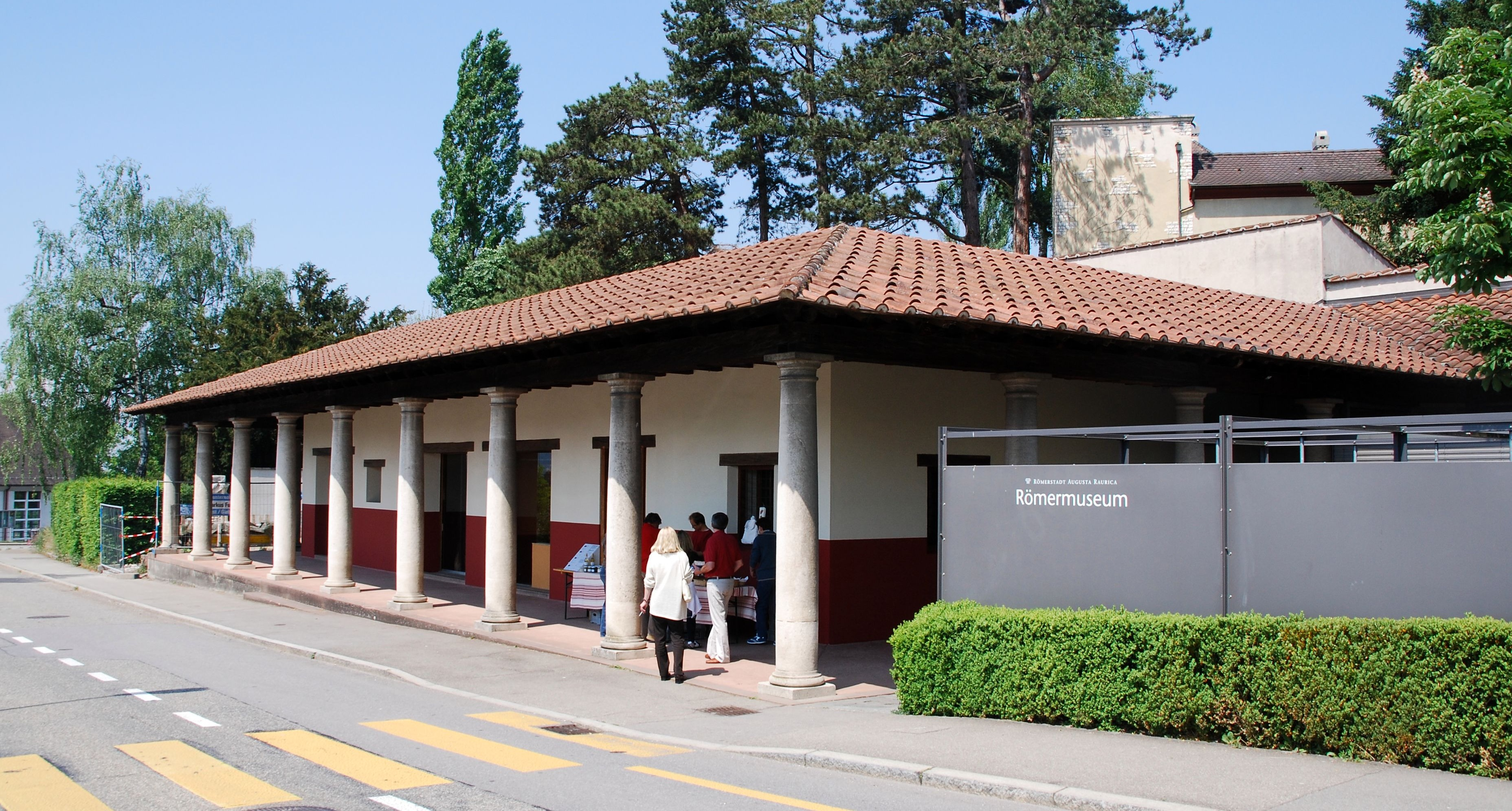
Musée romain

Le musée romain d'Augst (noms alternatifs : Augusta Raurica ; Römerhaus und Museum ; Römerstadt Augusta Raurica) est un musée archéologique et un musée en plein air situé dans la municipalité d'Augst dans le canton de Bâle-Campagne en Suisse. Il dépend du Département de la culture de la Direction de l'éducation, de la culture et du sport du canton de Bâle-Campagne. 

## Description
Le musée abrite les plus importantes découvertes des fouilles de Kaiseraugst et d'Augst et transmet la riche histoire de la ville romaine d'Augusta Raurica. Outre le musée, il existe d'autres salles d'exposition et plus de vingt sites en plein air dans toute la région des municipalités de Kaiseraugst et d'Augst. L'exposition la plus importante est le trésor d'argenterie de Kaiseraugst. 
Grâce au don d'un mécène bâlois, une maison romaine située à côté du musée a été reconstruite en 1954/1955 à l'échelle 1:1 et entièrement meublée d'objets originaux ou de copies de l'époque romaine. La construction d'un quart de maison complet, une insula, étant hors de question pour des raisons financières, la reconstruction s'est limitée à une partie représentative de celle-ci, à savoir une maison avec des magasins commerciaux donnant sur la rue et des pièces privées derrière : 
- Section commerciale (face à la rue) : 
  - plus grand espace commercial (avec forge et boucher)
  - Thermopolium (restauration rapide)
  - devant cette devanture de magasin il y a un hall à colonnes comme trottoir.
- Salons privés : 
  - U Peristyl (portique, une partie intérieure plantée)
  - Cuisine avec cuisinière, four et toilettes romaines
  - Triclinium (salle à manger) avec canapé en brique
  - Salle de bain avec quatre chambres : 
    - Apodyterium (vestiaire)
    - Frigidarium (salle d'eau froide)
    - Tepidarium (salle d'eau chaude)
    - Caldarium (salle d'eau chaude avec chauffage hypocauste)

  - Étude
  - Chambre à coucher

## Liens Web
- « Augusta Raurica » dans le Dictionnaire historique de la Suisse en ligne.
- Musée romain d'Augst

Coordonnées : 47° 32′ 2,5″ N, 7° 43′ 17,1″ O; CH1903: 621293 / 264849
- VIAF
- LCCN
- GND
- Israël
- WorldCat